# Dimitri Zhdanov
Pour les articles homonymes, voir Jdanov.
Dimitri Zhdanov - en russe : Дмитрий Жданов et en français : Dmitri Jdanov - est un coureur cycliste soviétique et russe, né le 15 octobre 1969 à Léningrad, Russie, URSS.

## Biographie
En 1987, il remporte le titre de Champion du monde sur piste en poursuite par équipes catégorie juniors. Intégré dans l'équipe de l'URSS, il s'exprime pleinement en 1990, année où il remporte le Circuit de la Sarthe, le Tour de Suède et le Tour de Normandie.
Il devient professionnel en 1991 et le reste jusqu'en 1998. Il remporte plusieurs courses par étapes durant sa carrière, mais est souvent confondu avec son presque homonyme Vassili Jdanov (fréquemment orthographié Zhdanov également).

## Palmarès

### Palmarès amateur
- 1987
  -  Champion du monde juniors de poursuite par équipes (avec Vadim Kravchenko, Mikhail Orlov et Valeri Butaro)
  - 5e étape du Vöslauer Jugend Tour
  - 3e du Tour de Basse-Saxe
  - 3e du Vöslauer Jugend Tour
- 1988
  - 1rea étape du Tour du Táchira
  - Circuit des Ardennes
  - Tour de Navarre
  - Tour de Lleida :
    - Classement général
    - 1re, 2e et 3e étapes

  - 3e du Tour de Cantabrie
- 1989
  - 5ea étape du Circuit franco-belge (contre-la-montre)
  - Coppa Mobilio Ponsacco (contre-la-montre)
  - 2e du Circuit franco-belge
- 1990
  -  Champion d'Union soviétique de poursuite par équipes amateurs (avec Evgueni Berzin, Mikhaïl Orlov et Dmitri Nelyubin)
  - Circuit de la Sarthe :
    - Classement général
    - 4ea étape (contre-la-montre)

  - Tour de Normandie ;
    - Classement général
    - 3ea (contre-la-montre par équipes) et 3eb étapes

  - Redlands Classic :
    - Classement général
    - 3e étape

  - Tour de Suède : 
    - Classement général
    - 5ea étape (contre-la-montre)

  - 11e étape du Tour du Mexique

### Palmarès professionnel
- 1991
  - 3e du Grand Prix de la Libération
- 1992
  - 4e étape du Tour de France (contre-la-montre par équipes)
  - Trophée Pantalica
  - 3e du Tour du Vaucluse
  - 3e du Omloop van de Westkust
- 1993
  - Tour de Vendée
  - 2e du Grand Prix de Fourmies

### Résultats sur les grands tours

#### Tour de France
4 participations 
- 1991 : 86e
- 1992 : 38e
- 1993 : 39e
- 1994 : 72e